# Góry Müllera
Góry Müllera (indonez. Pegunungan Müller) – góry w Indonezji w centralnej części wyspy Borneo.
Składają się z wielu masywów oddzielonych dolinami rzecznymi; najwyższe szczyty: Liangpran (2240 m), Kerihun (1960 m) ; zbudowane ze skał metamorficznych przykrytych skałami osadowymi; porośnięte wiecznie zielonymi lasami górskimi. Źródła wielu rzek, m.in. Barito, Kahayan. Rozciągają się na przestrzeni 250 km.